# Gabriel Auguste Daubrée
Gabriel Auguste Daubrée (Metz, 25 de junio de 1814-París, 29 de mayo de 1896) fue un geólogo e ingeniero francés, director de la Escuela Nacional Superior de Minas de París y distinguido con medalla Wollaston. Fue elegido dos veces presidente de la Sociedad geológica de Francia, en 1864 y 1879.

## Semblanza
Graduado de la promoción 1832 del École polytechnique de París, fue encargado de dirigir las minas del Bajo Rinen 1838, para más tarde, integrar la Facultad de Ciencias de Estrasburgo como profesor de mineralogía y geología. En 1859, es nombrado Ingeniero Jefe de minas y en 1861, como profesor de geología en el Museo Nacional de Historia Naturala, es designado miembro de la Academia de Ciencias de Francia. En 1872, es nombrado director de la École des mines de Paris en donde ejercía como profesor desde 1862. En 1880, es nombrado miembro de la Geological Society of London y distinguido con la medalla Wollaston, siendo admitido en la Royal Society en 1881.
Sus primeros trabajos publicados datan de 1841, centrados en el estudio de los minerales de estaño. Más tarde, trabajó sobre los minerales de hierro y el estudio de la geomorfología de Alsacia en 1852. De 1857 a 1861, realizó observaciones sobre la historia del termalismo, y sus efectos sobre las conducciones de plomo empleadas por los romanos para la canalización de aguas. Realizó numerosas experiencias de síntesis y producción artificial de minerales y rocas que contribuyeron al avance en el conocimiento de la permeabilidad rocosa y el efecto de las infiltraciones en los fenómenos volcánicos, el metamorfismo, las deformaciones de la corteza terrestre, los terremotos o la composición y clasificación de meteoritos.

## Eponimia
- El cráter lunar Daubrée lleva este nombre en su honor.